# 1 Vulpeculae
1 Vulpeculae (1 Vul) é uma estrela binária espectroscópica na constelação de Vulpecula.